# Malassezia furfur
Malassézia fúrfur (лат., также Pityrósporum ovále) — вид дрожжевых грибов, обитающих на коже большинства людей и животных. Благодаря прогрессивным изменениям в номенклатуре существует некоторая путаница в наименовании и классификации Malassezia. Работа с этими дрожжами осложняется тем, что они требуют специфических сред и растут очень медленно в лабораторной культуре.
Malassezia были первоначально определены французским учёным Луи Шарлем Малассе в конце XIX века. Он идентифицировал вызывающий перхоть организм в 1904 году и назвал его Pityrosporum Malassez, в честь Малассе, но на видовом уровне, в отличие от уровня рода. Когда было установлено, что организмы были такими же, термин Malassezia был признан приоритетом.
В середине XX века было переквалифицировано на два вида:
- Pityrosporum (Malassezia) ovale является липид-зависимым видом и встречается только на людях. P. ovale позже был разделён на два вида, P. ovale и P. orbiculare, однако в настоящее время многие источники объединяют их вновь как M. furfur.
- Pityrosporum (Malassezia) pachydermatis является липофильным, но не липид-зависимым видом, обнаруживается на коже большинства животных[2].

## Синонимы
По данным MycoBank:
- Saccharomyces ovalis Bizz., 1884
- Malassezia ovalis (Bizz.) Acton & Panja, 1927
- Torulopsis ovalis (Bizz.) F.P. Almeida, 1933
- Microsporon furfur C.P. Robin
- Microsporum furfur C.P. Robin, 1853
- Cryptococcus psoriasis Rivolta, 1883
- Saccharomyces capillitii Oudem. & Pekelh., 1885
- Pityrosporum malassezii Sabour., 1904
- Microsporum tropicum Castell., 1905
- Microsporum macfadenyi Castell., 1907
- Microsporon macfadenyi Castell., 1907
- Pityrosporum cantliei Castell., 1908